# Tavanipupu
Tavanipupu ist eine Insel im östlichsten Distrikt (ward) Birao der Provinz Guadalcanal, Salomonen, die knapp drei Kilometer östlich der Insel Guadalcanal und nur 140 Meter nordwestlich der größeren Insel Marapa im Marau Sound liegt. Die Insel ist touristisch durch die Luxus-Ferienanlage Tavanipupu Island Resort erschlossen.